# 终身制
终身制（英語：life tenure）是指任职者自上台之日，除非任职者在特殊情况下因故被免职或任职者自行辞职，将担任此职位直到去世或自行选择退休。
一些法官和上议院成员（例如终身参议员）拥有无限期任期。终身任职的主要目的是减少公职人员的外部压力。某些国家元首（例如终身君主和終身總統）亦享有终身任期。美国联邦法官由总统任命并经参议院确认后终身任职。軍人也有終身職，如中華民國一級上將。
部分情况下，得到终身任期的人仍须在达到强制退休年龄后离职。例如，加拿大参议员拥有无限任期，但须在75岁时退休。同样，许多法官（含英国最高法院法官）均享有终身任期，但须在70岁后退休。
终身制也存在于各种宗教组织中。教宗作为罗马的主教和世界天主教会的领袖，拥有终身任期，但其他天主教主教必须在75岁时请辞。
为保护学术自由，学术机构的高级教授也可能成为终身教授。
中华人民共和国在邓小平、江泽民、胡锦涛主政时期，实行“废除干部领导职务终身制”，党和国家领导人、领导干部、公务员、事业单位在编人员（事业编制）在无违法犯罪的前提下不得随意开除解雇，但到达离退休年龄时即需办理离退休手续，离开工作岗位。